# نادي أورداباسي
نادي أورداباسي لكرة القدم ((بالإنجليزية: FC Ordabasy)‏) هو نادي كرة قدم من كازاخستان يقع مقره في مدينة شيمكنت. تأسس في عام 1998 ويلعب حالياً في الدوري الممتاز.